# Woonwagenbewoner
Een woonwagenbewoner is iemand die behoort tot de groep mensen die in chalets, woonwagens of stacaravans woont, soms in speciale centra of woonwagenkampen. Van het laatste woord is de pejoratieve term kampers afgeleid. Woonwagenbewoners hebben een nomadische levenswijze. Sommigen spreken een eigen taal (of sociolect): het Bargoens.

## Reizigers
Zelf noemen veel woonwagenbewoners zich liever reizigers, waarbij ze op hun beurt neerbuigend de term burgers of beledigend kaffers gebruiken voor hen die in gewone huizen wonen. De benaming kampers wordt door hen als neerbuigend ervaren.
Soms wordt gedacht dat (alle) woonwagenbewoners (afstammelingen van) Roma of Sinti zijn. Dit is niet het geval: woonwagenbewoners zijn vaak van Nederlandse of Belgische oorsprong en stammen voor een gedeelte af van keuterboeren, landarbeiders en turfstekers, dagloners die rond 1850 door verscheidene oorzaken, waaronder de mechanisering, niet meer aan de kost kwamen en daarom van plaats naar plaats begonnen te trekken, in de hoop hier en daar wat te kunnen verdienen en eventueel een baan te krijgen. Een ander deel stamt af van rondtrekkende handelaren. Typische beroepen van woonwagenbewoners waren of zijn: ketellapper, stoelenmatter, bezembinder, kramer, muzikant, scharenslijper, kermisexploitant, oudijzerhandelaar en autohandelaar.

## België
In België verblijvende woonwagenbewoners zijn te verdelen in drie groepen. De oudste groep wordt gevormd door de Manoesjen, die oorspronkelijk uit India komen en een variant van het Romani spreken. De tweede groep wordt gevormd door de Roms, die rond 1900 in België neerstreken en Romani spreken. De laatste te onderscheiden groep wordt gevormd door de traditioneel Bargoens sprekende Voyageurs. Zij zijn van oorsprong Vlamingen.

## Nederland

### Woonwagenwet

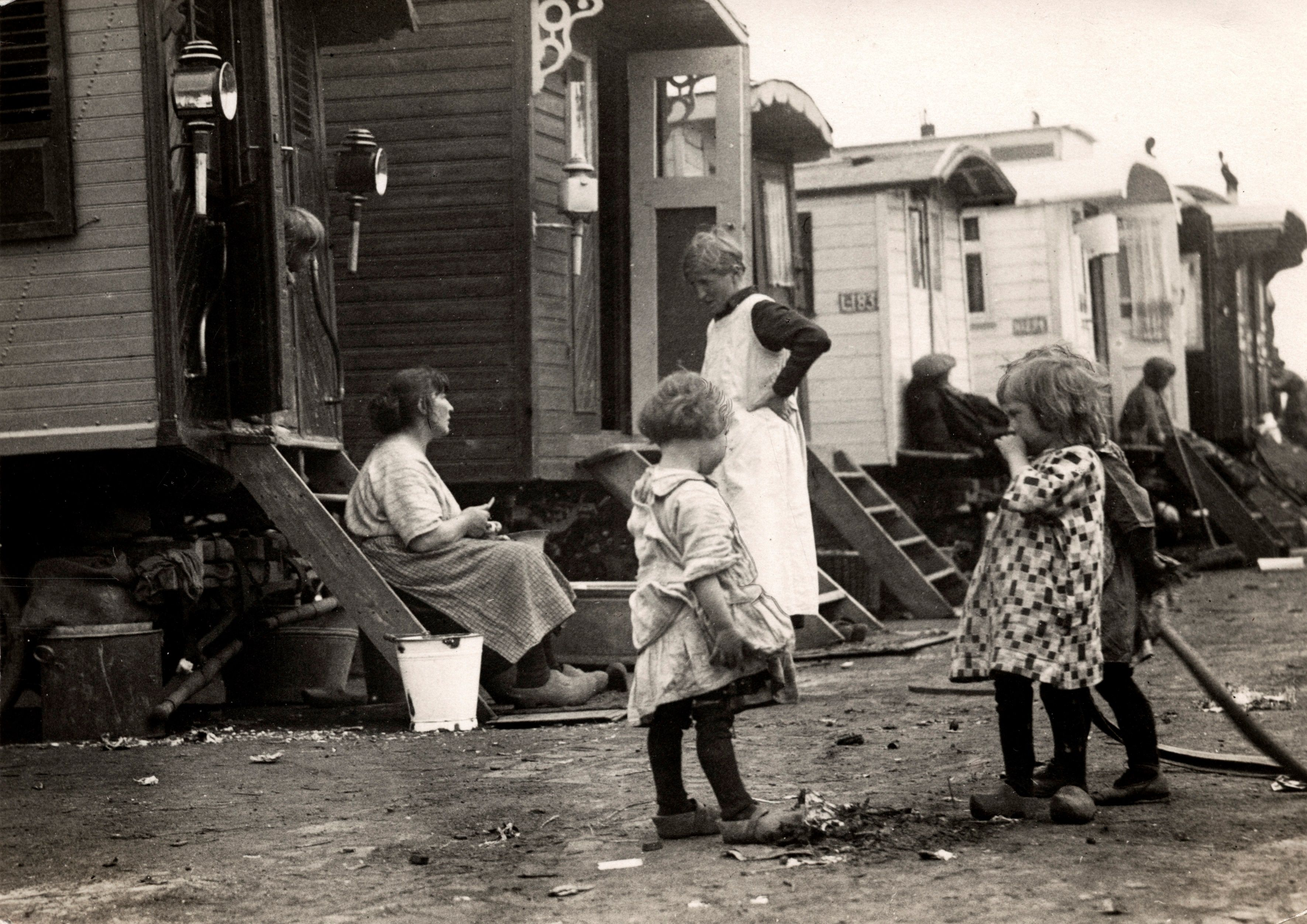
Woonwagenkamp in Zaandam in 1926

In de 19e eeuw was er in Nederland geen landelijke regeling voor woonwagenbewoners. Iedere gemeente kon haar eigen beleid bepalen, dat in het meest gunstige geval de woonwagenbewoners met rust liet, maar vaak erop gericht was ze zo snel mogelijk weer de gemeente uit te werken. In de Woonwagenwet 1918 werden eisen gesteld aan de woonwagen en diens bewoners. Ze moesten een woonvergunning die was uitgereikt namens de commissaris van de Koningin kunnen tonen. De vrijheid om de wagen overal neer te zetten verviel, maar ook het (formele) wegjagen.
In 1968 verbood in Nederland de Rijksoverheid het rondtrekken en dwong de woonwagenbewoners als uitvloeisel van een nieuwe woonwagenwet in grote centra te gaan wonen. Deze centra lagen op afgelegen plaatsen, ver van de bewoonde wereld. Hier wonen zij in sommige gevallen nog steeds. Vaak is de verhouding met de lokale bewoners matig. Na 1990 zijn er in veel gemeenten kleine kampen aangelegd en daar is de verstandhouding tussen burgers en woonwagenbewoners vaak verbeterd. De meeste grote centra zijn inmiddels gesloten.

### Na de woonwagenwet
Door afschaffing van de woonwagenwet in 1999 zijn woonwagenbewoners qua woonbeleid afhankelijk geworden van de gemeenten. Die kozen in een niet gering aantal gevallen voor een 'nuloptie' of zelfs een 'uitsterfbeleid'. Er kwamen geen standplaatsen bij en bestaande werden als ze vrijkwamen vaak opgeheven. Daardoor werd landelijk gezien het aantal woonwagenstandplaatsen kleiner. Standplaatszoekers werden zo gedwongen een woning te betrekken. Omdat de woonwagengemeenschap voor dit probleem nauwelijks gehoor kreeg heeft ze zich tot het College voor de Rechten van de Mens gewend. Dit heeft in tientallen zaken geoordeeld dat het gemeentelijk uitsterf- of nuloptiebeleid discriminerend is voor woonwagenbewoners. De Nationale ombudsman heeft in 2017 onderzoek naar de situatie gedaan, hij kwam daarbij tot dezelfde conclusie. Anno 2018 is bij de Nederlandse overheid duidelijk dat deze discriminatie niet mag voortduren en is men op veel plaatsen begonnen met het uitwerken van nieuw beleid.

### Misstanden
Begin 2004 kwamen woonwagenbewoners negatief in het nieuws toen bekend werd dat zich in woonwagencentrum De Vinkenslag bij Maastricht op grote schaal hennepplantages bevonden, waarvan de groeilampen op illegaal afgetapte stroom brandden. Om haar gezag te herwinnen deed de politie een grote inval in het centrum. Als reactie hierop blokkeerde een groep woonwagenbewoners de snelweg A2, waarop zij werden aangehouden. Bovendien zou er geen belasting worden betaald, dit bleek een misverstand te zijn. De woonwagenbewoners hadden sinds 1995 een collectieve vaststellingsovereenkomst met de belastingdienst gesloten. Vanaf 2004 is dit afwijkende belastingregime afgeschaft.

## Woonwagencultuur als immaterieel erfgoed
De staten die bij UNESCO zijn aangesloten besloten in 2003 om voortaan ook het immaterieel erfgoed – de tradities en rituelen die van generatie op generatie worden doorgegeven en die belangrijk zijn voor de identiteit van een gemeenschap – te gaan beschermen. Nederland heeft dat verdrag in 2012 ook ondertekend. Daarmee beloofde het land dat het een klimaat zal scheppen waarin immaterieel erfgoed kan gedijen. Volgens de tekst van het verdrag hoort namelijk elk land "met alle geschikte middelen te werken om de erkenning van, het respect voor en de ontsluiting van immaterieel erfgoed in de maatschappij te verzekeren".
Sinds 15 juli 2014 is de woonwagencultuur als immaterieel erfgoed opgenomen binnen Nederland. De woonwagencultuur wordt hierdoor als officiële afhankelijke cultuur erkend. Ook in Vlaanderen werd de woonwagencultuur opgenomen op de inventaris immaterieel cultureel erfgoed.